# 춤폰 공항
춤폰공항(IATA: CJM, ICAO: VTSE)(태국어: ท่าอากาศยานชุมพร, 영어: Chumphon Airport)은 춤폰(Chumphon)에서 북쪽으로 35km 떨어져 있다.

## 운항 노선
| 항공사          | 목적지 |
| --------------- | ------ |
| 녹에어          | 방콕   |
| 타이 에어아시아 | 방콕   |

## 개요
2008년에 춤폰공항은 9년간의 폐쇄 이후 재개되었다.  춤폰공항은 이제 타이만 섬의 관문 역할을 한다.

## 계획
태국 신공항 공사 (AOT)은 두 개의 새로운 공항을 건설하고 공항국이 소유힌 네개의 기존 공항을 확장하기 위해 2018년에 220 억 바트를 예산했다.  춤폰공항은 확장 및 태국 신공항 공사 (AOT)의 관리를 위해 예정된 4 대 공항 중 하나이다.  태국 신공항 공사 (AOT)는 람푼주의 치앙마이 국제공항2 와 팡응아주의 푸껫 국제공항 2를 건설하고자한다.  태국 신공항 공사 (AOT)가 관리 할 기존 공항은 딱 공항, 사콘나콘 공항 및 우돈타니 국제공항이다.

## 같이 보기
- 태국 공항 공사